# Frontera entre el Japó i les Filipines
La frontera entre el Japó i les Filipines es completament marítima i es troba a l'oceà Pacífic.
Les reclamacions sobre aquestes zones econòmiques exclusives es deriven de la distància entre les illes japoneses més al sud-oest de les illes Yaeyama amb les illes Batanes, les més septentrionals de les Filipines a l'estret de Luzon. La línia està basada en la mitjana entre l'illa japonesa Hateruma-jima i l'illa filipina d'Amiani.
L'origen de la línia d'equidistància és el trifini entre la Xina, el Japó i les Filipines a l'est de l'estret de Bashi a les proximitats de 22°10'N i 123°40'E; l'extrem oriental de la línia d'equidistància està formada per la intersecció d'arcs amb un radi de 200 nm de les dues illes; aquesta intersecció es localitza a les proximitats de 21°10'N i 125°34'E
Sembla que no hi ha cap argument sòlid que pogués ser utilitzat per qualsevol de les parts per suggerir que la línia d'equidistància faria una frontera marítima desigual.